# Tudor-stílus

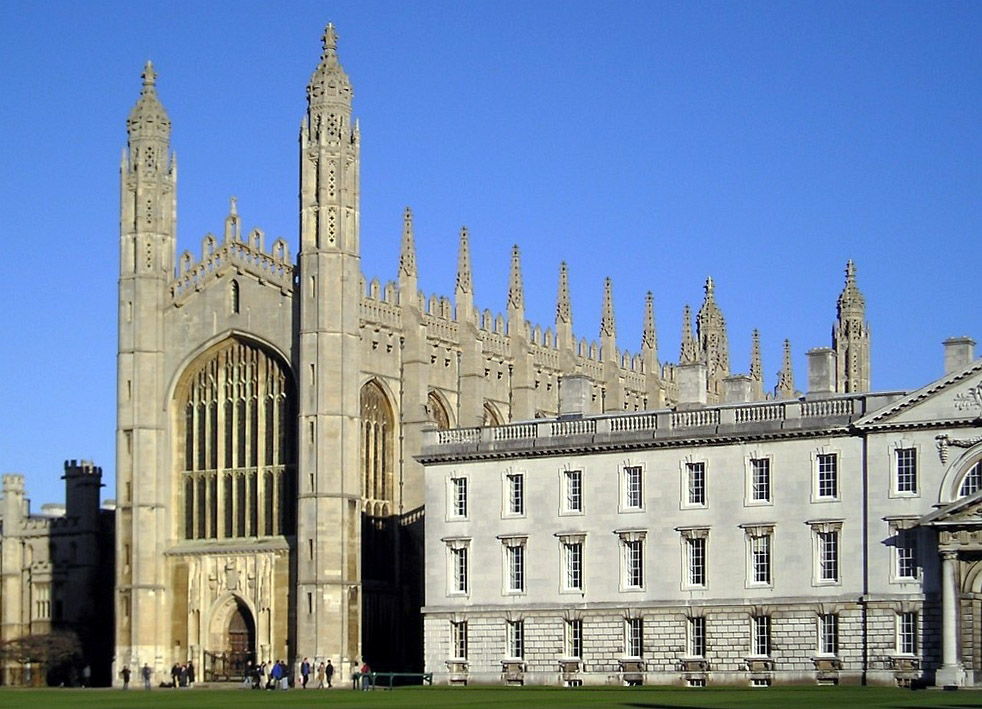
A King's College kápolnája Cambridge-ben

A Tudor-stílus a Tudor-ház uralkodása idejében virágzó angliai építészeti stílus, mely a késő gótika és a reneszánsz elemeit ötvözi.

## A Tudor-család
A Tudor-ház 1485 és 1603 között uralkodott Angliában. VII. Tudor Henrik alapította, aki apai ágon walesi (nagyapja Owen Tudor volt), anyai ágon, Lady Margaret Beaufort-on keresztül a Plantagenet-ház Lancaster-ágának leszármazottja volt. Hírnevét az új kormányzati és gazdálkodási rend kiépítése, illetve a meginduló földrajzi felfedezések alapozták meg.
Fia, VIII. Henrik uralkodása alatt jött létre az anglikán egyház. I. Erzsébet angol királynő alatt Anglia világhatalommá vált részben a spanyol armada fölött aratott emblematikus győzelem (1588), részben a brit Kelet-Indiai Társaság megalapítása (1600) nyomán.

## A Tudor-stílus jegyei
A Tudor-stílus a késő gótikus perpendikuláris stílust fejlesztette tovább, annak a késői megjelenése. Legfőbb jellegzetessége az úgynevezett tudor ív. „A tudor ív a kisebb körívvel megszerkesztett vállpontokra támaszkodó ívnyílás tompaszögű háromszög köré szerkeszthető.”
A Tudor-kor nemcsak a kastély- és várépítészet, hanem a lakóházak – főként a faházak – terén is maradandót alkotott. E stílusnak elválaszthatatlan összetevői közé tartozik a látványos favázas építési mód mellett a lépcsőzetesen kialakított tető, a kiemelkedő oromzat, a magas, keskeny ablakok, melyeket kicsi üvegtáblákkal töltöttek ki, valamint a magas, díszes tetejű kémények. Több keresztgerendát alkalmaztak, nem csak a stabilitás, hanem a dekorativitás miatt is. Jó példa erre a cambridge-i Presidents Lodge, a Cropthorne-i Holland Ház Worcestershire-ben vagy a londoni Eltham Palace és a cheshire-i Addington Hall angyalos fedélszerkezete.

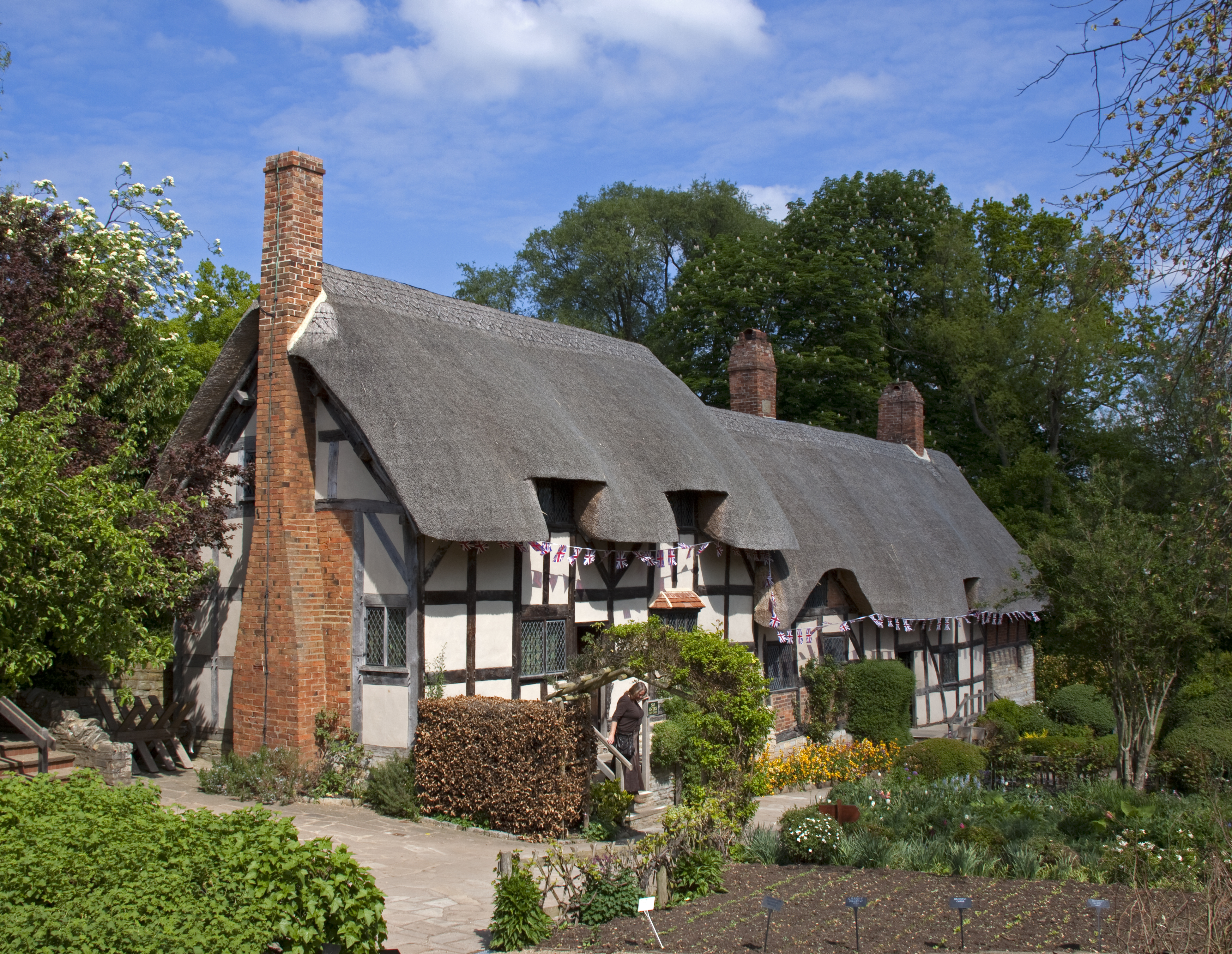
Anne Hathaway’s Cottage

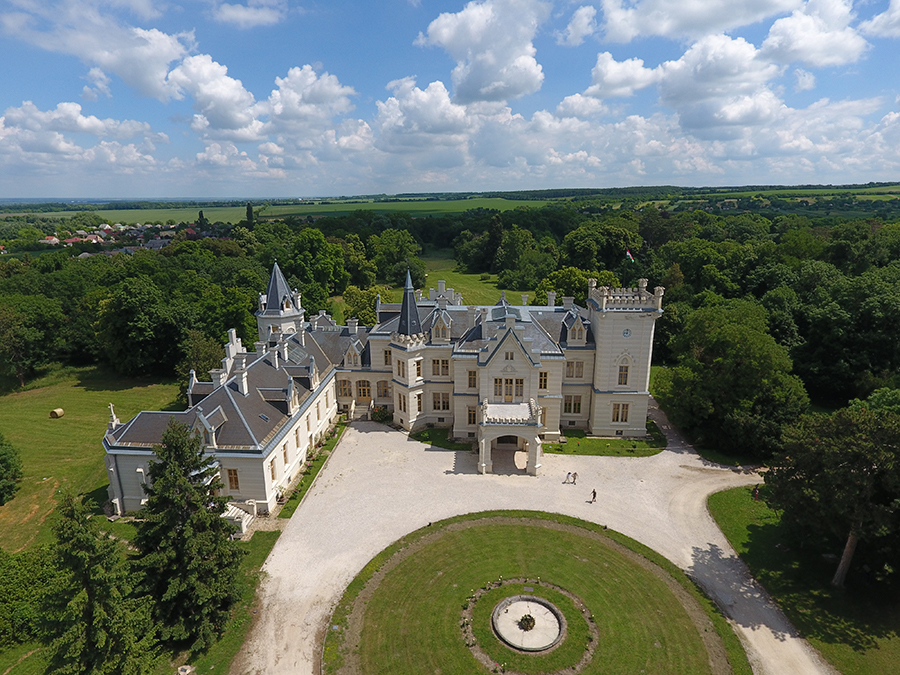
Nádasdy-kastély - levegőből fényképezve (Nádasdladány)

A Tudor-stílusú építészet egyik legjelentősebb alkotása a cambridge-i King’s College kápolnája és a londoni Westminster-apátság VII. Henrik kápolnája. Az utóbbit a 13. század közepén kezdték meg, és 16. század első negyedében lett kész. Ekkor épült VII. Henrik kápolnája is, melyben ő maga nyugszik. Ez a körüljárós apszissal is rendelkező egy hajós nagyterem az angol gótika utolsó szakaszára jellemző, a Tudor-stílusra. A falak itt már szinte elvesznek, helyüket nagy üvegablakok váltják fel.
A Cambridge-ben levő King's Colleget 1446-ban VI. Henrik kezdte építtetni. A munkálatokat 1515-ben VIII. Henrik uralkodása alatt fejezték be. Építésekor kikötötte, hogy ez legyen Cambridge legnagyobb épülete. Hossza 88 méter, szélessége 19 méter, magassága 29 méter. A kápolna sajátos legyező boltozat mintájú mennyezete és a hatalmas üvegablakok, melyek már szinte felváltják a falakat, szintén jellegzetes Tudor-stílus.
Az Etham Palacet 1305-ben ajándékozta Durham püspöke a fiatal II. Edward királynak. Ezt követően a 16. századig a palota királyi tulajdonként szolgált. IV. Henrik kedvenc helye volt. 1470-ben IV. Edward építtette a Nagy Csarnokot, melynek plafonja Anglia harmadik legnagyobb gót stílusú fa fedélszéke. A későbbi VIII. Henrik is itt töltötte gyermekkorát. A palotában a teljes királyi udvart, azaz 800 embert tudták elszállásolni.
A Tudor-stílus később is tovább élt, de már nem olyan jelentősen, mint a 14-16. században. Nagy hatással volt a romantika és a klasszicizmus korára a 19. században. Ebben korban újjáéledt az úgynevezett "Tudorbethan" vagy másképpen "Mock Tudo" néven. Az ebben a stílusban épült házak felidézik a hajdani kúriák hangulatát és építészeti vonásait egyaránt. Ilyen épület a Buckinghamshire-ben 1876-ban emelt Ascott-ház.

## A Tudor-stílus emlékei
- London-Westminster apátság VII. Henrik kápolnája
- Cambridge- Kings College kápolna
- London- Etham Palace
- Cambridge-Presidents Lodge
- Worchestershire-Cropthorni Holland ház
- Cheshire-Addington Hall
- Buckhingamshire-Ascott-ház